# 白蓮事件

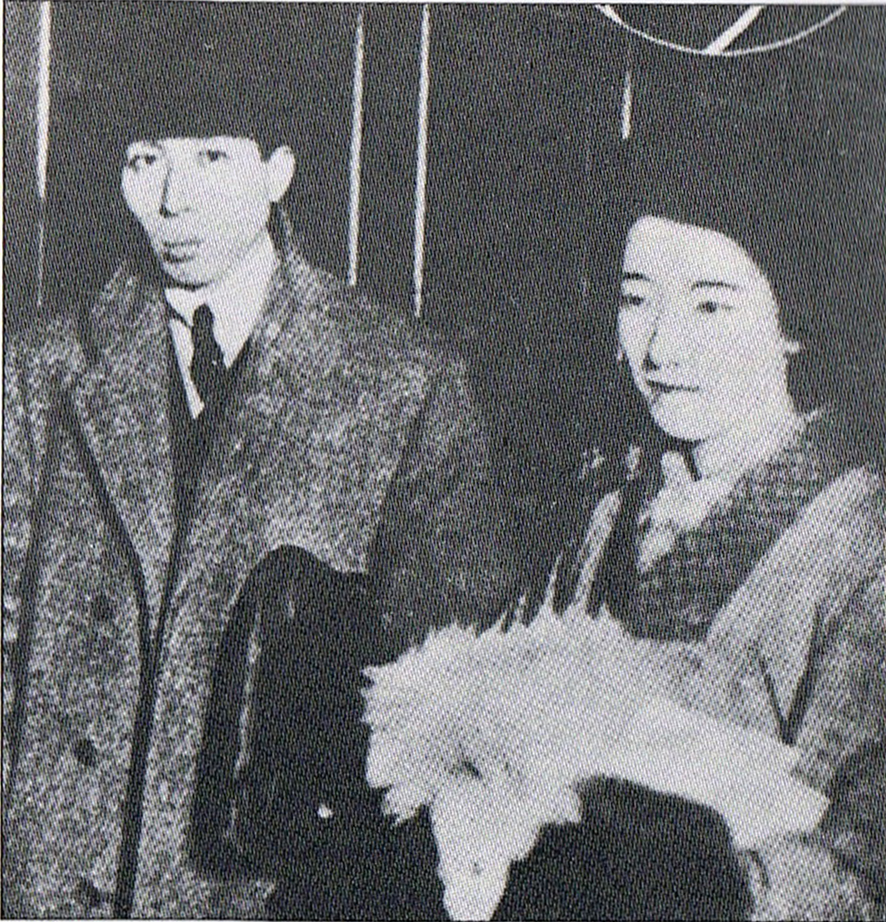
1921年（大正10年）10月、事件当時の柳原白蓮と宮崎龍介

白蓮事件（びゃくれんじけん）は、大正時代の1921年（大正10年）10月20日、筑豊の炭鉱王・伊藤伝右衛門の妻で、歌人として知られる柳原白蓮（伊藤燁子）が滞在先の東京で出奔し、社会運動家で法学士の宮崎龍介と駆け落ちした事件である。新聞紙上で妻白蓮から夫への絶縁状が公開され、それに対して夫・伝右衛門から反論文が掲載されるマスコミのスクープ合戦となり、センセーショナルに報じられた。

## 事件の経緯

### 白蓮失踪
1921年（大正10年）10月20日、伊藤伝右衛門は夫婦で滞在していた東京府日本橋の旅館「島屋」から、福岡へ帰るために車で東京駅へ向かい、妻・燁子は親族を訪問する予定で東京に残り、伝右衛門を見送った。しかし、燁子はそのまま日本橋の旅館に戻らず、行方をくらませた。
22日、大阪朝日新聞朝刊社会面に「『筑紫の女王』伊藤燁子 伝右衛門氏に絶縁状を送り 東京駅から突然姿を晦（くら）ませす 愛人宮崎法学士と新生活？」の見出しで失踪の第一報が伝えられる。失踪当日の様子、身辺の整理、宮崎龍介との出会いの経緯と唯一当事者である龍介の談話を掲載し、一面を埋める扱いで伝えられる。大阪朝日の単独スクープであった。
同日の夕方、各紙一斉に報じ、地元福岡の九州日報では「伊藤燁子夫人が紛失した」と大見出しで記事をあげ、「一本の巻紙」に伊藤家を去る理由を綴り、それまでに与えられた調度品と共に送付された事を伝えた。朝日と競い合う立場の大阪毎日新聞は、夕刊9面に白蓮夫人と伊藤氏の別れ話が事実であるという関係者の証言を小さく取り上げるのみであった。大阪朝日は同日夕刊で、さらに単独スクープの燁子から伝右衛門に当てた「絶縁状」を全文公開する。

### 取材合戦
伝右衛門は福岡へ戻る途中で立ち寄った京都の宿「伊里」で、22日朝刊の報道を知って驚愕する。たまたま京都に来ていた燁子の兄・柳原義光と連絡を取り合い、その日のうちに落ち合っている。宿に詰めかける記者に対し、一切の取材を拒否していた伝右衛門は、同日の夕刊で絶縁状が公開された事で、ようやく数社のインタビューに応じる。
その頃の燁子は東京府下中野の弁護士・山本安夫の元に、伊藤家から伴った女中と共に匿われていた。山本は龍介の父・宮崎滔天の友人であり、子供の頃から親しい龍介に相談を受け、燁子の身柄を預かっていた。22日夜、山本は新聞各社に燁子の居所を連絡し、記者が押し寄せて取材が行われ、23日朝刊には記者に対応する燁子の写真が掲載される。また22日夜には別の場所で龍介が萬朝報記者の訪問を受け、「すべては山本氏に一任している」と語る。
朝日のスクープは、姦通罪を逃れるため、龍介が新人会の仲間で友人の赤松克麿や朝日新聞記者の早坂・中川らに相談し、マスコミを利用して世論に訴え、人権問題として出奔を正当化するために仕掛けられたものだった。当初の予定では、絶縁状を伝右衛門に郵送した後に失踪が記事になる予定であったが、新米記者の早坂・中川の動きから19日には事を察知した大阪朝日が、失踪翌日には記事を出そうとした事から、龍介側から掲載を1日伸ばす要請が入り、その代わりに絶縁状を渡す交換条件が出された。赤松の説得を受けた大阪朝日はその条件を呑み、スクープ記事掲載は1日延期された。絶縁状の文章は燁子の書いた原文に赤松・龍介らの手が入ったものであり、「私は金力を以つて女性の人格的尊厳を無視する貴方に永久の訣別を告げます。私は私の個性の自由と尊貴を護り且培ふ為めに貴方の許を離れます」という自由と人権を訴える大正デモクラシー当時の社会風潮が反映されたものだった。

### 反響
女から男に宛てて、新聞という公器を使って縁切りの宣言を行うという前代未聞の出来事に対し社会的反響は大きく、大阪朝日24日夕刊には、5百余通の投書が殺到した事が書かれ、世間を大いに揺るがす事件として受け止められた。柳原家や燁子が身を寄せた山本家には多くの賛否の手紙の他、脅迫まがいのものも届いた。
完全に出遅れた大阪毎日新聞には、福岡支局在籍時代に燁子と親しく交流があった記者・北尾鐐之助がおり、失踪直前の19日にも連絡を取り合って会う約束をしていた事から、20日に龍介側から流れてきた伊藤夫妻離別の噂、21日午後に京都から入った燁子家出の情報も北尾によってデマであると打ち消されていた。2日間の空白の後、22日公開された朝日の絶縁状で事実を悟った北尾は京都に赴き、面目をかけて伝右衛門に食い下がり、3時間のインタビューを取りつけて巻き返しを図る。
10月24日、大阪毎日新聞で北尾の筆による「絶縁状を読みて燁子に与ふ」という絶縁状への反論文の連載記事が始まる。手記の公開を渋る伝右衛門に対し、事後承諾の形での掲載となった。燁子を悲劇のヒロインとして取り扱った朝日に対し、毎日は女性評論家による燁子への批判コメントを掲載し明確に伝右衛門サイドに立った記事であった。「俺の一生の中に最も苦しかつた十年」と燁子との結婚生活での苦悩を語る伝右衛門のインタビューは、自分が受け取る前に新聞公開された憤りや屈辱感と、伊藤家の内情を詳細に語った生々しいものとなる。連載は3回目になって伊藤家からの中止要請が入り、4回で終了となった。
新聞での反響は、第一報では燁子の行動を止むを得ない、という同情する世論があったが、二報・三報と詳しい内容が伝わってくるにつれ、糾弾すべき行為とする割合が増えている。その行動には反対しても、結婚自体には同情する男性の意見があった一方、女性は燁子により厳しい批判を寄せた。
11月4日に時の首相である原敬暗殺事件が起きているが、その大事件の最中にも報道記事の勢いが衰える事はなく、白蓮事件の顛末が世間の関心を集めた。

### 決着
10月24日に福岡に戻った伝右衛門は親族会議を開き、友人の炭鉱主らも同席する。そこで宮崎龍介・赤松克麿らの思想的背景が問題となる。伝右衛門ら炭鉱主は当時頻発していた米騒動やストライキに神経をとがらせており、彼らによって労働争議の標的にされる恐れがあった。また姦通罪で訴える事は、今上天皇の従妹である燁子を投獄する事でもあり、宮崎側に関与する事は避け、問題は柳原家と伊藤家の両家の間のみに絞られた。燁子が送った絶縁状はこの日の午後に天神邸に届いている。
11月1日夜、東京丸の内の日本工業倶楽部の一室に伊藤・柳原両家関係者が招集される。伊藤家の意向を受けた伝右衛門の妹婿・伊藤鉄五郎と伊藤家支配人・赤間嘉之吉の他、介添人として麻生太吉が上京、柳原家は当主の義光と燁子の姉婿・入江為守らが出席し、奥平昌恭伯爵が仲介役となる。この席で燁子を伊藤家から正式に離縁する事が決められ、伊藤家に残した燁子所有の調度品や衣類・宝石類（約5万円）を柳原家に託し、燁子名義の土地・家屋・株券（約2百万円）などは名義を変更して伊藤家に返還する事などが決められた。
11月2日、仲介役の奥平伯爵が築地精養軒で新聞通信社に燁子と伝右衛門の離縁を発表し、3日付の新聞に掲載される。事件からわずか10日後、伊藤家側は極めて寛大な処置で迅速に身を引いた。伝右衛門は一族に「末代まで一言の弁明も無用」と言い渡し、「上京して姦夫姦婦を二つに重ねて四つに叩き斬る」と息巻く地元の血気盛んな男達にも「手出しは許さん」と一喝した。以降、伊藤家では白蓮の話題はタブーとなり、伝右衛門はその後一切事件について語らなかった。3日の新聞には、憔悴しきった義光が「何故燁子は死んで呉れぬか、尼寺へも行ってくれぬのか」と号泣する姿が周囲の涙を誘ったとある。
福岡天神町の銅御殿落成の翌日、11月27日に伝右衛門と燁子の離婚が成立する。

## 離婚成立後の白蓮

### 宮内省と義光
離婚が発表された事で世間的な騒動は一段落となるが、華族であり、大正天皇の従妹たる燁子への社会的制裁はこれからであった。宮内省では宮中某重大事件が起きたばかりであり、再び皇室の権威を失墜させる事態として大きな問題となる。燁子の叔母は大正天皇の生母・柳原愛子（二位局）であり、兄・義光は貴族院議員、姉・信子の夫は東宮侍従長の入江為守という宮中の中心部に関わる血縁と姻戚関係が、問題をもつれさせた。義光は燁子の柳原家からの離籍を願い出るが、宮内省は反対し認められなかった。
宮内省官僚である倉富勇三郎が記した日記によれば、まず義光の監督責任と燁子が懐妊している愛人との子供の認知問題、皇室に関わるスキャンダルに対する右翼団体・黒龍会の不穏な動きが問題視される。黒龍会は1922年（大正11年）2月6日の東京日日新聞に「伯爵も大臣も引責せよ」との見出しで声明を出し、「白蓮問題に付内田良平、林重俊氏等は、こは単なる市井の一風教問題でなく、一国倫常の根源を危うする大事」「皇民の性情を一にせる倫常を破壊し、徳教の基礎を危うくするものなるを以て吾人は同憂の士と共に徹底的の解決を遂げ」と非難し、燁子の兄・義光と宮内大臣らの引責辞任を迫った。また内田良平は「燁子を柳原家から離籍する事は狂婦を野に放つようなもの」と述べている。
二位局の心痛も甚だしく、皇室の権威を守るためにも義光の速やかな議員辞職が求められたが、義光は議員の座にしがみつき、「辞めてやるから金をくれ」など数々の放言をして周囲を手こずらせ、顰蹙を買った。燁子の懐妊問題は、華族を監督する宮内省の立場として不義密通の子を認める訳にはいかず、伊藤伝右衛門との婚姻中に孕まれた子である事から、宮内官僚の入江為守や仲介の和田豊治は1922年（大正11年）1月から2月にかけて、伝右衛門に自分の子として認めさせて事を収めようと図るが、伝右衛門は当然怒りこれを拒否している。

### 監禁と流浪
この間、燁子は伊藤との離縁が発表された後の1921年（大正10年）11月11日に山本の計らいで密かに宮崎家を訪れ、病床にあった龍介の父・滔天や家族らと初めて対面した。事件が起きるまで何も知らされていなかった滔天は、龍介に「どうしようもなくなったら、2人で心中してもいい。線香くらいは仏前にオレが立ててやる」と励ましたという。この3日後、近所に家を借り龍介と燁子は束の間の同棲生活をおくる。
しかしわずか2か月後の1922年（大正11年）1月16日、龍介の留守中に燁子の姉・入江信子と兄嫁の柳原花子が訪れ、燁子に右翼に脅迫される義光の窮状を訴えて「きちんと相談して、2人を結婚させる」と説得し燁子を連れ出すが、柳原家では龍介との間を断ち切るべく燁子を監禁した。怒りに震える義光は燁子に死ねとは言わないから出家しろとなじり、燁子の髪は切り落とされる。新聞・雑誌に身重の燁子が京都の寺にしばらく匿われた事、また尼になったなどという記事が載るが、龍介はそれを見るばかりで全く連絡がとれない状態になる。宮崎家には毎日罵詈雑言の手紙が届き、家の前を暴力団がうろついた。あるとき右翼の壮士が家に乗り込み、龍介が刺される事を警戒した母の槌子が着物の下に袋に入れた真綿を着させ、弟の震作が木刀を持って襖の奧に控える中、罵声を浴びせる男達にひたすら黙って龍介が対応した事もあった。父の滔天は病に伏せている状態であり、燁子と引き離された苦しい日々の中、龍介は一高以来の結核が再発しかけていた。
事件から半年後の1922年（大正11年）3月、二位局や宮内官僚・警視総監・財界・右翼の大物ら総掛かりで説得された義光がようやく貴族院議員を引責辞任する。この際、義光は新聞に「宮崎との結婚は断じて認めない」と語っている。5月、燁子は龍介との間の男子を出産する。龍介は柳原家に出産の際には立ち会う事を申し入れていたが何の連絡もなく、子供の性別も分からないので、男女どちらでも付けられるよう名前を「香織」と決め、出生届けを出した。一方、宮内省では華族としての体面を守るため、子供は入江為守ら宮内官僚によって伝右衛門の子として出生届を出すべく図られており、燁子の手から取り上げられ兄嫁の縁者に預けられた。傷心の燁子は京都の尼寺に身を隠し、そこからようやく龍介に連絡を取る。6月に龍介が尼寺を密かに訪ね、ここで2人の結婚届を作って判を押した事で、燁子はいつ解放されるか分からない監禁生活を耐える大きな安心感を得た。
龍介が尼寺を訪れた事を知った柳原家では、燁子を別の場所に移動させる。兄嫁・柳原花子の実姉である樺山常子（川村純義の娘で、白洲正子の実母）が「このまま尼さんにするのは忍びない」として、京都の大本教祖・出口王仁三郎に相談し、信徒の中野岩太（中野武営の息子）・宇城信五郎に燁子の身柄が託され、7月に京都・綾部にある中野家の別荘に移った。中野家に身を隠す燁子に、九条武子が自分で縫った綿入れなど差し入れている。中野は東京の滔天を尋ねて燁子の消息を伝え、喜んだ宮崎家からは、一家で燁子を励まし母子共に家族として迎える日を待つ事を伝える手紙が託された。手紙は9月に燁子の元に届けられるが、滔天は12月に死去して再会は叶わなかった。同12月には香織が燁子の手元に戻され、母子共に東京・お茶の水の中野家本邸の離れへ移る事となる。

### 家族へ
翌1923年（大正12年）9月1日、関東大震災が起こり、燁子は炎上する中野邸を一家と共に逃れ、駒込の松平邸へ避難した。余震が続く中、宮崎家から滔天の書生であった松本蔵次が、結核で動けない龍介に代わって衣類と握り飯を持って駆けつけて来た。中野家では宮崎家の真情に打たれ、柳原家からは何の連絡もなく、これ以上監禁する大儀は無いとして、燁子を松本に託して龍介の元に戻した。地震の混乱が続く中、着の身着のまま線路沿いを歩き通した燁子は北豊島の宮崎家にたどり着き、待っていた龍介と抱き合った。香織は翌日龍介の母・槌子が中野家に迎えに行き、出奔事件から2年を経て、ようやく一家は一つになったのである。
義光が結婚を許さない事から、龍介が東京地方裁判所に自分が香織の父である事を確認する訴えを起こし、同年10月19日その主張が認められる。そして子供のためとして一家での同棲生活が始まる。同じ頃、燁子の出産をめぐり、宮内省から再三に渡って法律上は自分の子として入籍するよう迫られた伝右衛門が、1歳の香織が実子でない事を証明する嫡出子否認の訴えを起こしている。伝右衛門は精子検査を受け生殖不能である事を証明し、香織は伝右衛門との婚姻中に孕まれた不義の子である事が法的に明かにされた。「出奔」だけではなく「姦通」が明らかとなり、また「最近再び情人の下に走り、公然同棲」したとして、1923年（大正12年）11月16日、宮内省より燁子の華族からの除籍が発表された。京都で判を押していた燁子と龍介の婚姻届が提出されたのは、事件から4年を経た1925年（大正14年）になってからの事だった。

### 宮崎燁子
平民となった燁子は、夫龍介が病床に伏し、借金と大勢の食客を抱える宮崎家の大黒柱として家計を支えた。燁子の筆一本に支えられる苦しい生活が数年続く中、吉原の娼婦を救済し、新聞にも取り上げられる。出奔事件から5年後、伝右衛門から燁子宛てに、伊藤家に残してきた宝石・貴金属・家具・生活用品など、おびただしい品物が返送されている。そのうち、宝石や貴金属は返却したが、元々嫁ぐ際に持参していた調度などはそのまま受け取ることにし、特に大切にしていた柳原家縁の人形「みどり丸」が戻ってきた事を、燁子は泣いて喜んだ。
一方、柳原家は1933年（昭和8年）9月に義光の男色スキャンダル、11月に義光の次女・徳子の不良華族事件が続けて新聞記事となり、醜聞まみれとなる。また同じ頃、柳原家の縁戚で燁子の最初の夫であった北小路資武が、詐欺・恐喝事件を起こして検挙されている。
1935年（昭和10年）秋、愛国団体と親交のある京都の帯事業者・若松華瑶が柳原家と宮崎家の間に立ち、「国家の前に、国士が私事に拘泥すべきではない」と義光を説得する。11月30日、華族会館で両家が対面する事になり、華瑶が義光に龍介を紹介すると、お互いに手を取り合い、兄弟の盃をかわした。後から燁子も同席し、13年に及ぶ兄との義絶は解消された。夫を支え選挙運動にも立ち、社会活動家として評価を受けるようになった燁子との和解は、スキャンダルまみれとなった柳原家の名誉回復でもあった。

## その後の白蓮事件
戦後間もない1946年（昭和21年）、白蓮事件をモデルとした原節子主演の映画・『麗人』が公開され、主題歌「麗人の歌」が大ヒットする。伝右衛門の会社がある中間市では、映画公開に反発する社員がピケを張って入場を阻止しようとする騒ぎがあったという。
大正9年に菊池寛によって書かれ一大ブームとなった新聞小説『真珠夫人』は、「白蓮事件」をモデルにしたものとする説があるが間違いである。時系列的に整理すれば、すでに連載が終了したあとも続いていた「真珠夫人」ブーム（演劇・映画化されていた）のなか、小説のストーリーをなぞるかのように「白蓮事件」がおき、小説と事件が次第に混同されてしまったと考えるのが妥当だろう。あるいはまた、当時の白蓮のなかにこそ、逆に「真珠夫人」のヒロイン瑠璃子が萌していたともいえるかもしれない。
戦前戦後と何度か映画・ドラマ化されている。多くの作品では、伝右衛門モデルの人物は卑しく粗野な悪役に脚色して描かれがちで、地元では今でも白蓮事件に関して複雑な思いがある。ただ、NHK連続テレビ小説「花子とアン」では、伝右衛門モデルの役（嘉納伝助）は男気のある人物として描かれ、創作の中での扱いにも変化が見られる。
1947年（昭和22年）12月、伝右衛門は事件後新たに妻を迎える事はなく、筑豊炭鉱一筋の生涯を閉じた。
戦争で長男・香織を失った燁子は平和運動家として全国を行脚し、1953年（昭和28年）夏、平和運動の講演会で九州へ向かう事になる。そむいた地である九州に行くことは、足が重いと案じる燁子に、京都での隠棲生活時代から親交の続いた宇城信五郎は、まずは妻・カ子創立の小倉の学校へ迎えるから心配いらない、と励まして各地の講演会に同行し、また「あなたが伊藤さんに可愛がられ、人のいうように甘やかされていたのなら、決して今日のあなたはないのです。伊藤さんこそ善知識であったと感謝しなければなりませんよ」と説いたという。
伝右衛門死去から6年後の1953年（昭和28年）10月、出奔事件以来32年ぶりに九州・福岡の地を訪れた燁子は、10月21日付の西日本新聞の取材で九州の地を捨てて30余年過ぎた年月を振り返り、「『あのときのことは許してね』とあやまりたい気持ち」と、ここは自分の人生道場であり、泣きも怒りも恨みも、すべては今日の自分のための土台となっている、と語っている。
翌1954年（昭和29年）、戦後に実業家の手に渡った別府の旧伊藤家別邸が別府銅御殿ホテルとして改装され、白蓮歌碑が建立されて除幕式に龍介・燁子夫妻が招かれた。夫妻は同年5月に宮崎兄弟追悼会のため熊本を訪れ、燁子は伊藤家出奔の際にすべてを知りながら記事を書かなかった熊本日日新聞論説主幹で事件当時は福岡日日新聞の駆け出し記者であった伊東盛一と再会している。この席には永畑道子が記者として同席している。
1967年（昭和42年）2月、燁子が死去した。龍介は『文藝春秋』の同年6月号に回顧録「柳原白蓮との半世紀」を寄せた。4年後の1971年（昭和46年）1月、龍介も死去した。
1985年（昭和60年）9月、NHKで永畑原作『恋の華〜白蓮〜』がドラマ化された。

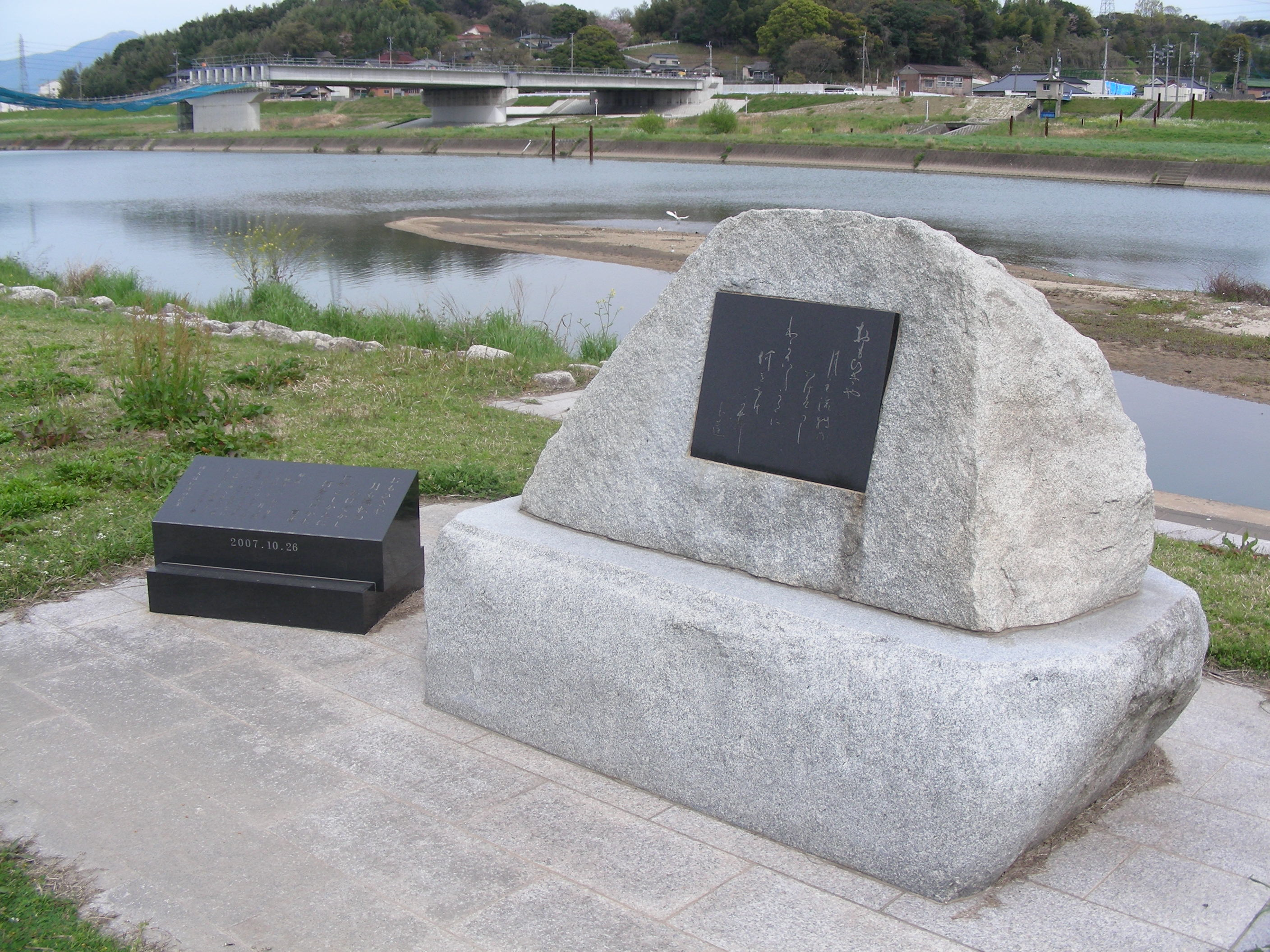
福岡県飯塚市幸袋、遠賀川・船着場にある柳原白蓮の歌碑。旧伊藤伝右衛門邸のすぐ近く。「思いきや月の流転のかげぞかしわがこし方に何をなげかん」

1996年（平成8年）、燁子の長女・宮崎蕗苳が地元の有志の招きを受けて、初めて飯塚市の旧伊藤伝右衛門邸を訪れる。2001年（平成13年）、経済活動の停滞が続く旧産炭地・飯塚では地域活性化のため、空洞化が進む商店街で空き店舗に雛人形を飾る「筑前いいづか雛のまつり」が企画される。取り壊される寸前だった旧伊藤邸にも雛人形を飾りたいとの願いから、日鉄鉱業所有となっていた旧伊藤邸の保存運動が2002年（平成14年）から行われ、2006年（平成18年）に飯塚市所有となった。地元では伊藤家に配慮して90年近く沈黙が守られていた白蓮事件も前向きに再評価し、観光資源として旧伊藤邸を活用する準備が行われた。その活動の中、蕗苳から白蓮のレコードの寄贈などを協力を受け、福岡県から感謝状が贈られている。
旧伊藤邸は補修工事が行われた後、2007年（平成19年）に一般公開され、公開記念式典では来賓の伝右衛門の孫（静子の子）である伊藤傳之祐と、燁子の孫・宮崎黄石が対面して握手を交わしている。2011年（平成23年）にも伝右衛門邸で行われた柳原白蓮展に蕗苳が招かれている。飯塚には柳原白蓮歌碑が旧伊藤伝右衛門邸と嘉穂劇場の近くと、遠賀川河川敷の3か所に建立されている。九州観光推進機構では、2007年（平成19年）12月、広域観光ルート支援モデル第1号に白蓮・伝右衛門・龍介縁の飯塚市・東峰村・日田市・荒尾市が選定され、4地区合同で観光PRを行っている。